# Gooブログ
gooブログ（goo blog、グーブログ）は、NTTドコモが運営するポータルサイト「goo」が提供するブログサービス。2004年3月サービス開始。NTT-Xが開設し、同年4月にNTTレゾナントへ移管された。日本においてブログが普及した2000年代前半にサービス開始した老舗ブログサービスの一つであった。
2023年7月1日付でNTTレゾナントがNTTドコモへ吸収合併されたことに伴い、「goo」と「gooブログ」もNTTドコモの運営となった。
2025年11月18日をもって、NTTドコモは「gooブログ」をサービス終了することを予定している。

## 概要
ブログ開設には、無料で取得可能なアカウント「goo ID」が必要である。gooブログ全体でのアクセスランキングや、注目されているキーワード、テーマ別の優れたブログを紹介するゴールドブロガーのコーナーなどがあり、これらはブログを開設していなくても閲覧できる。
有料プランもあり、容量が増える、アクセス解析ができる、アフィリエイトリンク先に制限がなくなるなどのオプションが増えるシステムになっている。
携帯電話からの投稿や修正も可能であり、その場合は電子メールから投稿するか、携帯電話専用サイトから投稿する。ブログのアクセスランキングなども携帯電話からも確認できる。のちにスマートフォンからの投稿・修正にも対応した。
2010年7月、写真共有サービス「gooブログ フォトチャンネル」を提供開始した。
特徴として挙げられるのは、訪問者数が多く使いやすい反面、カスタマイズ性が低い、利用可能なデザインテンプレートやブログパーツが少ないなどである。このため初心者向けのブログサービスとして位置づけられている。
以前、コメントの投稿を禁止してもGoogleのキャッシュを経由すれば投稿できるというバグがあり、いわゆる炎上の被害を助長させたことがあったが、のちに修正された。

## ブログを開設している著名人
- 保坂展人 - 2005年1月開設、継続中[7]
- ジョン・B・チョッパー（ウルフルズ）- ブログ更新終了[8]
- 戸田恵子 - ブログ更新終了[9]、Amebaブログへ移転[10]